# Rhadinopsylla ohnoi
Rhadinopsylla ohnoi är en loppart som beskrevs av Nakagawa 1957. Rhadinopsylla ohnoi ingår i släktet Rhadinopsylla och familjen mullvadsloppor. Inga underarter finns listade i Catalogue of Life.